# 제천 도화리 고가
제천 도화리 고가(堤川 桃花里 古家)는 충청북도 제천시 청풍면 물태리, 청풍문화재단지에 있는 조선시대의 옛집이다. 1981년 5월 1일 충청북도의 유형문화재 제83호 청풍도화리고가(淸風桃花里古家)로 지정되었으나, 2013년 1월 18일 현재의 문화재 명칭으로 변경되었다.

## 개요
도화리에 있는 옛집으로, 지금의 살림채는 ㄷ자형이나 앞쪽에 건물의 흔적이 있는 것으로 보아 원래는 바깥채가 있어 전체적으로 ㅁ자형의 배치를 한 것으로 보인다.
대청을 중심으로 양쪽에 안방과 건넌방을 두었고, 건넌방 앞에 부엌과 상방을 덧붙였다. 일반적으로 안방과 웃방은 장지문을 설치해 터놓을 수 있도록 하지만, 이 집은 그 사이를 벽으로 막았는데 이것은 오래된 집에서만 볼 수 있는 방식이다.
대청과 부엌은 집의 규모에 비해 넓은 편이다. 상방 앞쪽에는 툇마루를 놓아 손님을 접대하는 공간으로 이용하였다. 또한 둥근 통나무 굴뚝과 부엌 창 옆의 코쿨(관솔을 지펴 어둠을 밝히는 시설)은 태백산맥 일대의 산간지대 민가에서 볼 수 있는 특징적인 것이다.

## 참고 자료
- 제천 도화리 고가 - 국가유산청 국가유산포털